# Eisentitanat
Eisentitanat ist eine anorganische chemische Verbindung des Eisens aus der Gruppe der Titanate.

## Vorkommen
Eisentitanat kommt natürlich in Form des Minerals Ilmenit vor.

## Gewinnung und Darstellung
Eisentitanat kann durch Festkörperreaktion bei sehr hohem Druck und hoher Temperatur synthetisiert werden.
Die Verbindung kann auch durch Reaktion von Eisennitrat mit Titantetrabutanolat oder einer Reihe weiterer Verfahren dargestellt werden.

## Eigenschaften
Eisentitanat ist ein grauer geruchloser Feststoff, der praktisch unlöslich in Wasser ist. Er besitzt eine Ilmenit Kristallstruktur mit der Raumgruppe R3 (Raumgruppen-Nr. 148).

## Verwendung
Eisentitanat wird als Hauptquelle für Titan verwendet. Es wird auch zur Herstellung von Titandioxid durch Reaktion von Schwefelsäure verwendet, um Titanylsulfat zu erhalten, gefolgt von einer Hydrolyse.

## Verwandte Verbindungen
- Pseudobrookit (Eisen(III)-titanat)